# اوتپالندو چاکرابارتی
اوتپالندو چاکرابارتی (انگلیسی: Utpalendu Chakrabarty؛ زادهٔ ۱ ژانویهٔ ۱۹۴۸) کارگردان فیلم، نمایش‌نامه‌نویس، فیلم‌نامه‌نویس و مستندساز اهل هند است.
وی برنده جایزه ملی فیلم بهترین کارگردانی شده‌است.